# Helang
Helang (kinesiska: 河㙟) är en köping i sydöstra Kina. Det ligger i Yangchun i staden Yangjiang i provinsen Guangdong,  omkring 160 kilometer sydväst om provinshuvudstaden Guangzhou. Antalet invånare är 30 059. Befolkningen består av 14 854 kvinnor och 15 205 män. Barn under 15 år utgör 28,0 %, vuxna 15-64 år 61 %, och äldre över 65 år 10,0 %.